# 50 Dywizjon Artylerii Lekkiej
50 dywizjon artylerii lekkiej (50 dal) – pododdział artylerii lekkiej Wojska Polskiego II RP.
Dywizjon nie występował w pokojowej organizacji wojska. Został sformowany w mobilizacji powszechnej przez 22 pułk artylerii lekkiej w Przemyślu. Uzbrojony był w 12 armat kal. 75 mm wz. 1897. Gotowość marszową osiągnął 6 września 1939 roku.

## 50 dal w kampanii wrześniowej
Mimo początkowego przeznaczenie do Armii „Prusy", dywizjon 8 września zatrzymano w Siedliskach i postawiono zadanie obrony twierdzy Przemyśl. 1 bateria została przydzielona do obrony przeciwpancernej, reszta użyta jako artyleria ogólnego działania. Bateria 1 od 8 września wspierała pułk improwizowany Ośrodka Zapasowego 24 Dywizji Piechoty w obronie Przemyśla. W okresie 8-13 września zajmowała stanowiska ogniowe na prawym brzegu Sanu, plutonami przy moście drogowym i kolejowym. Wspierała III batalion kpt. Jakuba Szutta. Nocą 13/14 września przeszła na lewy brzeg Sanu wraz z pułkiem z OZ 24 DP. 14 września od świtu bateria 1/50 dal zajęła stanowiska w szykach I batalionu pułku OZ 24 DP kpt. Franciszka Wylegały na Zniesieniu i Podzamczu. Skutecznie ostrzelała niemiecką kolumnę zmotoryzowaną z 7 DP, która z marszu usiłowała wedrzeć się do Przemyśla. W trakcie zaciętych walk na pozycjach batalionu, armaty strzelały ogniem na wprost. W trakcie walk został ranny dowódca baterii kpt. Włodzimierz Dośla. 10/11 września dywizjon (bez 1 baterii) skierowano do dyspozycji dowódcy 38 Dywizji Piechoty w Popowicach. Dopiero w nocy 11/12 września nawiązał kontakt taktyczny z 96 pułkiem piechoty i nad rankiem, w rejonie na zachód od Balic wszedł pod rozkazy dowódcy artylerii dywizji płk. Stefana Zielke. 14 września dywizjon wspierał 97 pułkiem piechoty w walce z Niemcami pod Sądową Wisznią. 15 września 50 dal wspierał nadal przebijanie się 38 DP rez. w kierunku Lwowa do Lasów Janowskich. Tego dnia w wyniku nalotu lotnictwa niemieckiego rozbita została 3 bateria armat w rejonie Księżego Mostu, uratowała się niewielka część baterii z jedną armatą. 2 bateria podczas zmiany stanowisk dostała się w silną nawałę ogniową niemieckiej artylerii, w wyniku czego w większości została zniszczona. Resztki dywizjonu dołączyły do III/38 pal i wraz z nim nocą 16/17 września część pozostałości jako piechota przebiła się do Lasów Janowskich. Pozostałe w okrążeniu grupy, w tym pozostałości 3 baterii, 17 września w rejonie Mużyłowic Narodowych dostały się do niewoli. 1 bateria w dniach 13 i 14 września brała udział w obronie Przemyśla, odpierając natarcie niemieckie na mosty na Sanie. Ok. godz. 15.00 jeden z działonów baterii został zniszczony podczas ostrzału Fortu XVI Zniesienie przez artylerię niemiecką. Nocą 14/5 września bateria wycofała się w kierunku Mościsk i dołączyła do zgrupowania tzw. "Frontu Południowego" gen. broni K. Sosnkowskiego przebijającego się w kierunku Lwowa.

## Obsada personalna
Obsada personalna dywizjonu we wrześniu 1939 roku
- dowódca dywizjonu – mjr art. Czesław Pieniążek-Odrowąż
- oficer łączności - ppor. Mieczysław Kos
- dowódca 1 baterii – kpt. Włodzimierz Dośla
- dowódca 2 baterii – ppor. Konstanty Piekarski
- oficer ogniowy - ppor. Stefan Machura
- dowódca 3 baterii – por. Jan Wiktorów
- oficer ogniowy - ppor. Rudolf Kołeczek